# Suzanne Briet
Suzanne Briet (Paris, 1 de fevereiro de 1894 – 13 de fevereiro de 1989), foi uma bibliotecária, historiadora, informatóloga, escritora e documentalista teórica francesa, conhecida pelo tratado Qu'est-ce que la documentation? (Paris: EDIT, 1951), influente obra para os estudos da ciência da informação e biblioteconomia.
É também conhecida por escrever vários estudos sobre a região de origem da sua família, Ardenas, e sobre o Arthur Rimbaud.